# Точилень (Бузеу)
Точилень, Точилені (рум. Tocileni) — село у повіті Бузеу в Румунії. Входить до складу комуни Пирсков.
Село розташоване на відстані 101 км на північ від Бухареста, 28 км на північний захід від Бузеу, 118 км на захід від Галаца, 81 км на південний схід від Брашова.

## Населення
За даними перепису населення 2002 року у селі проживали 116 осіб, усі — румуни. Усі жителі села рідною мовою назвали румунську.